# Alexander Magnus von der Marwitz
Alexander Magnus von der Marwitz (* 13. September 1668 in Sellin; † 1. März 1726 in Trossin) war ein preußischer Generalmajor.

## Leben
Er war Angehöriger des brandenburgischen Adelsgeschlechts von der Marwitz. Seine Eltern waren der preußische Major im Regiment „von Strauß“, gefallen 1675 bei Fehrbellin und Erbherr auf Sellin Hans Joachim von der Marwitz und dessen Ehefrau Dorothea Maria, geborene von Sydow († 1668 im Kindbett).
1683 trat Marwitz in die kurbrandenburgische Armee ein und nahm 1684 bis 1686 am Großen Türkenkrieg teil. Anschließend, im Jahre 1688, war er Leutnant im Bataillon „Alt-Holstein“ und nahm 1689/94 am Pfälzischen Erbfolgekrieg teil, bevor er 1697 zum Kapitän avancierte. Von 1702 bis 1713 stand er im Spanischen Erbfolgekrieg erneut gegen Frankreich im Felde, wobei er 1704 zum Major im Infanterieregiment (Nr. 17) und 1707 zum Oberstleutnant befördert wurde. 1714 wurde Marwitz Kommandeur des Infanterie-Regiments (Nr. 21), avancierte noch im selben Jahr zum Oberst und wurde 1719 Kommandeur des Infanterie-Regiments (Nr. 7). Marwitz dimittierte 1719 als Generalmajor von der Infanterie.
Marwitz vermählte sich in erster Ehe 1699 mit Margarete Elisabeth von der Marwitz († 1713). Das Paar hatte folgende Kinder:
- Johann Christoph Hildebrand (* 8. August 1701; † 7. November 1785) ⚭ Gräfin Sophie Charlotte Elisabeth von Burghauß (* 18. November 1716; † 19. April 1787)
- Charlotte Sophie (* 18. September 1702; † 17. Mai 1777) ⚭ 1724 Moritz von Pannwitz († 1730)
- Alexander Ludwig (* 12. Oktober 1704)
- Beate Elisabeth (* 4. Oktober 1710; † 28. Februar 1769)

Eine zweite Ehe ging er 1716 mit Emilie Sophie von der Marwitz (1687–1751), Tochter des preußischen Generalleutnant Kurt Hildebrand von der Marwitz ein.